# Tambor doble (México)
El tambor doble mexicano es un instrumento de percusión que se usa en conjuntos pequeños de música de tamboril y vientos. 
Consiste en dos tamboriles de diferente tamaño, unidos entre sí.
Rústicamente fabricado con madera, los aros son de arbusto y se tensan con cuerdas al estilo de los tamboriles indígenas de influencia española. Se toca con dos baquetas de madera, colgando el tambor doble en posición horizontal a un costado del cuerpo.